# 康熙字典

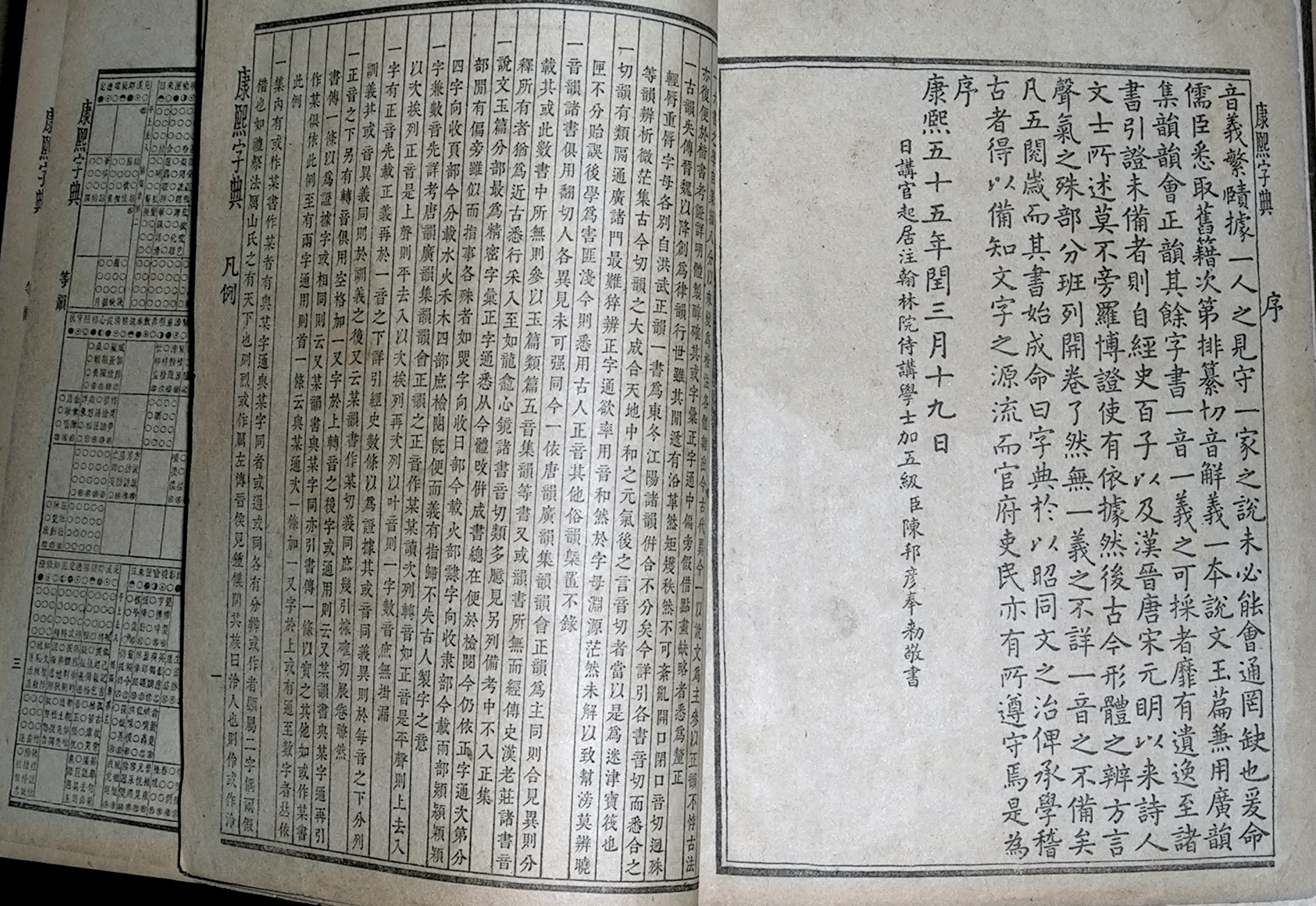
康熙字典

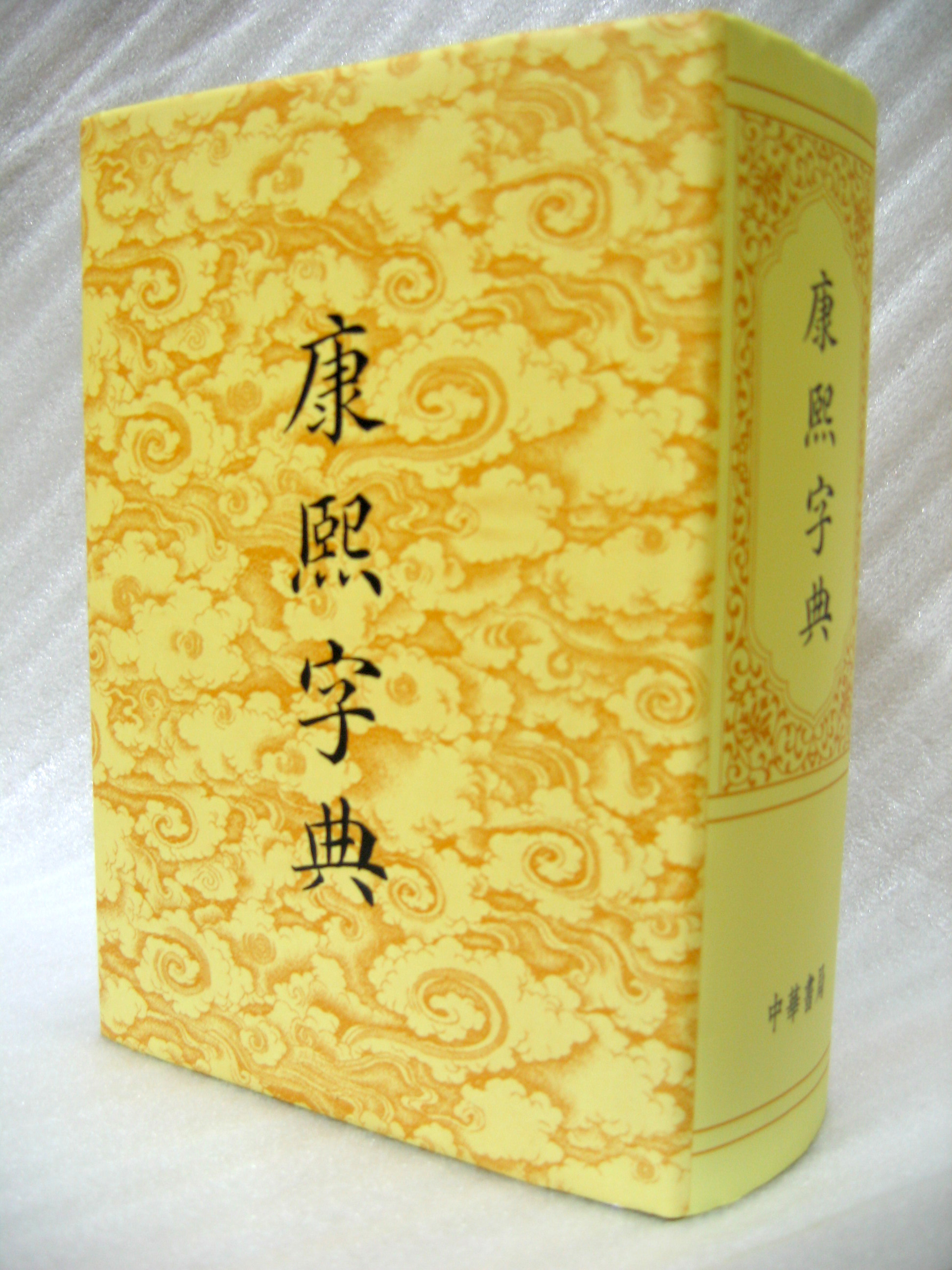
康熙字典（2005年の復刻版、中華書局刊）

『康熙字典』（康煕字典、こうきじてん、拼音: Kāngxī Zìdiǎn）は、中国の漢字字典である。

## 概要
清の康熙帝の勅撰により、漢代の『説文解字』以降の歴代の字書の集大成として編纂された。
編者は張玉書、陳廷敬ら30名で、6年の編集期間を経て康熙55年閏3月19日（1716年）に完成。全12集42巻、収録文字数は47,035字にのぼり、その音義（字音と字義）を解説している。
字の配列順は先行字書である『字彙』『正字通』が部首の画数順、同部首内の文字の画数順によっているのに倣ったもので、部首の配列に関しては『字彙』と僅かに異なるのみだが、「康熙字典順」という呼称が使われているように、後の部首別漢字辞典の規範となった。例えば現代日本における多くの漢和辞典では、康熙字典の214部首の体系をそのまま採用するか、多少改変している程度である。情報化時代においてはUnicode内の漢字コードの配列順にも使われている。CJK統合漢字URO（初期からあったブロック）と、CJK統合漢字拡張A、そしてCJK統合漢字拡張Bを合わせれば康熙字典の文字が揃うとされ、また康熙字典に基づいた部首（康煕部首、U+2F00-2FDF）も収録されている。

## 版本
発行以来、各種の版が作られているが清朝内務府が発行した初版のものは「内府本（殿版）」と呼ばれる。日本では1780年（安永9年）、『日本翻刻康熙字典』として翻刻された版が最初のもので「安永本」と呼ばれる。いずれも木版によって印刷された。

## 構成
『康熙字典』の本文は『字彙』『正字通』と同じく子丑寅卯辰巳午未申酉戌亥の12集に分け、各集をさらに上中下の3部に分ける。都合本文は36巻である。本文の親字は部首の画数順、同一部首の中では部首を除いた部分の画数順に配列されている。部首の総数は『字彙』『正字通』と同じ214であるが、『四庫全書総目提要』に誤って書かれているのを孫引きして119としている書物が、『大漢和辞典』『日本国語大辞典（初版）』『漢籍解題』など多数ある。
巻頭には序、上諭、凡例、職名、等韻、総目、検字、弁似が置かれ、巻末には補遺、備考が置かれている。『四庫全書総目提要』によれば、このうち等韻、総目、検字、弁似、補遺、備考を各1巻と数えて全42巻とする。
巻頭の「序」は正式名称は「御製康熙字典序」。纂修官の一人である陳邦彦の書。他の部分はすべて康熙字典体の明朝体が使われているが、「序」だけは楷書体によっている。本書の特徴を「部分班列、開巻了然。一義の詳らかならざる、一音の備はらざる無し」と述べ、編纂の目的を記し、「字典」の命名の由来を明らかにする。「上諭」は康熙49年3月9日に康熙帝が臣下に対して新たな字書の編纂を命じた文書の写しである。「凡例」は18箇条あり、編纂方針や記述方針を具体的に述べる。編纂にあたって参考とした30余りの書名を挙げるが、そのうち、『正字通』に言及したものが9箇条、『字彙』『洪武正韻』に言及したものが4箇条に上り、これらに依拠した点の多いことを示している。「職名」は見出しには「康熙字典」とあり、『康熙字典』編纂に携わった総閲官2名、纂修官27名、纂修兼校刊官1名の計30名の官僚の姓名と職名を記す。「等韻」は等韻図及びその活用法を記す。「総目」は本文の総目録だが、画数別に部首を並べただけで掲載巻や掲載ページは書かれていない。なお、各集の冒頭にもその集に掲載された部首の目録がある。「検字」は、二つの部分に分かれる。第一に部首が変形したものの属する部首を挙げる。人偏は人部、三水は水部に属するなどの類である。第二に、部首を見いだしにくい字の部首を画数別に示す。4画の項では仄、今、介などが人部に、云、互、五、井などが二部に属することがわかる。「弁似」は字形が類似しているが別の字であるものを「二字相似」から「五字相似」までに分けて収める。「二字相似」には「攴と支」「岡と罔」「陜と陝」「壺と壼」「傅と傳」「藉と籍」「彊と疆」などの例が収められている。なお、「検字」「相似」は『字彙』に掲載された同名の項目を増補したもの。
巻末の「補遺」はその冒頭に「凡そ音義有りて正集に入るべくして未だ増入を経ざる者、為に補遺一巻を作る」とあり、音も義も備わっているのに本文に漏れた漢字を収めている。「備考」はその冒頭に「凡そ考拠すべき無く、音有りて義無く、或いは音義全く無き者、為に備考一巻を作る」とあり、先行する字典に収録されているものの字義が不明の漢字を収めている。

## 特徴
『康熙字典』は、現代日本では主に字体の基準となる正字を示した書物というとらえ方をされているが、あくまでも字義や字音を調べるための字書である。
『康熙字典』は近代以前に作られた最大規模の字書であり、字書の集大成ということができる。辞書史上極めて重要な書物である。最大の特徴はその収録文字の多さと解釈の詳細さである。本書は『字彙』『正字通』の収載字に加え『字彙補』『五音篇海』『龍龕手鑑』などに収録された珍奇な字や必ずしも正統でない字体を極力収載している。字書としての収録字数は『五音篇海』よりも少ないため史上最大ではないが、漢字の網羅的なリストとして重要視されており、難字を調べる字典としての価値も大きい。近代以後の大冊の漢字辞典である『中華大字典』『大漢和辞典』『中文大辞典』『漢語大字典』は、いずれも『康熙字典』収載の親字をすべて収録している。
音韻は、過去の主な韻書として『唐韻』『広韻』『集韻』『古今韻会挙要』『洪武正韻』のすべてを参照して、それらの韻書の反切に異同がある場合はそれぞれの反切を示している。さらに、直音での音表記も示している。
字義についても『説文解字』『玉篇』『広韻』『集韻』をはじめとした先行字書を参照してこれらにある字義を収載している。それまでの字書と比べてすぐれた大きな特色は、すべての字義に対して字書及び古典籍からの用例を示している点である。音韻、字義のいずれについても、出典名は書名に加えて篇名も表示されており、すべて文字を四角で囲んで示しているから一目瞭然である。なお、『康熙字典』独自の見解を示すときは必ず「〇按」と示した後に書かれている。
『説文解字』以来のそれまでの中国の字典と同様、『康熙字典』は熟語を収録していない。この点は、日本の近代以降に編纂された漢和辞典とは大きく異なっている。したがって、すべての語義は字義に分解する形で解説されている。また、巻頭に検字と部首目録を備えるのみで、本格的な索引が付されていない点も大きく異なっている。
欠点としては、専門知識に乏しい多数の高級官僚によって短期間に作られたために誤りや不正確な記述が多いこと、編集方針が徹底しなかったことによる例外が多数見られること、などが挙げられる。刊行当初は勅撰の字典であるために無謬であるとされ、欠点を述べることは許されなかったが、のちに皇帝自らが欠点を認め、臣下に改訂を命じている。具体的な補正については次々項で述べる。

## 字体・書体
『康熙字典』で正字とされたものは、当時の清朝考証学での『説文解字』の研究などに基づいた復古主義的な傾向を見せており、中には『説文解字』の小篆の字形を楷書に改めることで新しく造字されたものも含まれている。例えば、楷書体の手書きでは、「俞」「喻」「輸」の字体が専ら書かれており、印刷書体もそれに従っていたことが漢字字体規範史データセットで確認できる。これに対して、『康熙字典』は、「兪」「喩」「輸」という字体を採用している。
このような『康熙字典』に基づく正字体系を特に「康熙字典体」などと呼ぶことがある。ただし「玄」を「」と書くように、『康熙字典』では皇帝の名を避諱して闕画をする字もあるほか、字形の不統一などの問題点も見られ、それらの問題点を解消したものを「いわゆる康熙字典体」と呼ぶ。本文で使用されている字形は、文字学の伝統に従って先行の字書の字形を継承している。特に『正字通』の影響を大きく受け、説文などに示された小篆を楷書の字形に復元したものに改められており、一般に用いられていた楷書に由来する明朝体の字形とは異なっている。現に当時の通用楷書で書かれている序文「御製康熙字典序」（康熙帝の勅命を受け、陳邦彦が起草）においては『康熙字典』本文と異なる字形の楷書体が多く用いられており、本文と序文の間で字形が異なっている。
しかし『康熙字典』の刊行後は、金属活字開発において正字の規範としてこの字典が用いられたため、年次が下るにつれて字形が「いわゆる康熙字典体」に近づく傾向を見せる。現在日本で「旧字体」と呼んでいるものは、おおむね「いわゆる康熙字典体」のことである。一口に旧字体といっても、伝統的・歴史的に用いられてきた楷書体と「いわゆる康熙字典体」は一致しないものも多数含まれている（例を挙げると、「婁」「眞」「來」「麥」「靑」「壞」「顏」「增」「舍」「處」などである。また「定」「崎」などは常用漢字にもそのまま採用されているが、これらも伝統的な楷書体とは異なる）。日本の書道界ではこれらの字体は近代以降に造られたとする説が一般になっているが、唐代の書や碑にも見られるものばかりである。

## 補正
『康熙字典』の考証、補完として以下のものがある。
- 『字典考証』12巻は、1827年（道光7年）、清の道光帝の命により王引之らが『康熙字典』の全文を見直し、1831年に完成した道光版と、初版の内府本との異同を列記したもので、中華書局版の巻末に付されている。
- 日本の安永本（1778年（安永7年）刊）に付載された都賀庭鐘の「字典琢屑」は『字典考証』に先だつ補正の試みである。
- 日本の渡部温の『康煕字典校異正誤』（1887年（明治20年））は1万以上の補正を行っており、『標註訂正康熙字典』の欄外に記されているほか、上海古籍出版社の王引之校訂本の巻末に付載されている。
- 『康熙字典』の字音を考証した著述として、王力の『康熙字典音読訂誤』（1988年）がある。

## 関連書籍
- 渡部温　『標註訂正康熙字典』 講談社
- 『康熙字典』 中国・中華書局
- 『康熙字典　王引之校訂本』 中国・上海古籍出版社
- 『中華字典研究 第一輯 2007　海峡両岸『康熙字典』学術研討会論文集』 中国・中国社会科学出版社
- 『中華字典研究 第二輯 2009 『康熙字典』曁詞典学国際学術研討会論文集上・下』　中国・中国社会科学出版社